# Orlando Antonio Corrales García
Orlando Antonio Corrales Garciá (ur. 26 stycznia 1947 w Abejorral) – kolumbijski duchowny rzymskokatolicki, arcybiskup Santa Fe de Antioquia w latach 2007–2022.

## Życiorys
Ukończył studia filozoficzno-teologiczne w seminarium w Medellin. Doktoryzował się ponadto z teologii moralnej na Papieskim Uniwersytecie Gregoriańskim.
Święcenia prezbiteratu przyjął 5 grudnia 1971 i został inkardynowany do archidiecezji Medellín. Przez 23 lata pracował przede wszystkim w różnych parafiach archidiecezji. Był także (w latach 1981-1983 oraz 1984-1987) nauczycielem w seminarium. W 1995 otrzymał nominację na wicerektora tejże uczelni.

### Episkopat
28 stycznia 1998 papież Jan Paweł II mianował go biskupem pomocniczym Medellín oraz biskupem tytularnym Thuccabora. Sakry biskupiej udzielił mu 25 marca tegoż roku ówczesny ordynariusz tejże archidiecezji, abp Alberto Giraldo Jaramillo.
9 kwietnia 2001 został prekonizowany biskupem Palmiry. Urząd objął 30 lipca 2001.
12 stycznia 2007 Benedykt XVI przeniósł go na stolicę metropolitalną Santa Fe de Antioquia. Ingres odbył się 3 marca tegoż roku.
3 maja 2022 papież Franciszek przyjął jego rezygnację z funkcji arcybiskupa Santa Fe de Antioquia.